# Piedralba
Piedralba es una localidad del municipio leonés de Santiago Millas, en la Comunidad Autónoma de Castilla y León. El pueblo se encuentra al norte del municipio, a orillas del río Turienzo. Se accede a la localidad a través de la carretera LE-6405.
La iglesia está dedicada a san Cristóbal.

## Localidades limítrofes
Confina con las siguientes localidades:
- Al norte con Astorga.
- Al este con Celada y Cuevas.
- Al sur con Curillas.
- Al suroeste con Santiago Millas.
- Al oeste con Oteruelo de la Valduerna y Morales del Arcediano.
- Al noroeste con Murias de Rechivaldo.

## Demografía
Evolución de la población
| Gráfica de evolución demográfica de Piedralba entre 2000 y 2017    |
|                                                                    |
| Población de derecho (2000-2017) según el padrón municipal del INE |

## Historia
Así se describe a Piedralba en el tomo XIII del Diccionario geográfico-estadístico-histórico de España y sus posesiones de Ultramar, obra impulsada por Pascual Madoz a mediados del siglo XIX:

Lugar en la provincia de León, partido judicial, diócesis de Astorga, audiencia territorial y capitanía general de Valladolid, ayuntamiento de Santiago-millas. Situado en una llanura; su clima es muy sano. Tiene 32 casas; escuela de primeras letras; iglesia parroquial (San Cristóbal), servida por un cura de primer ascenso, y presentación de 3 voces mixtas; y buenas aguas potables. Confina con término de Astorga, Oteruelo y Santiago-millas. El terreno es de mediana calidad. Producciones: granos, legumbres y pastos; cría ganados, y alguna caza. Población: 32 vecinos, 119 almas. Contribución: con el ayuntamiento.
Diccionario geográfico-estadístico-histórico de España y sus posesiones de Ultramar